# Atilio Stampone
Antonio Atilio Julio Stampone (Buenos Aires, 1 de julio de 1926-2 de noviembre de 2022) fue un músico argentino de tango, pianista, arreglista, director y compositor. De formación clásica, integró entre otras agrupaciones el famoso Octeto de Astor Piazzolla. En 1952, cuando contaba con veintiséis años, formó su propia orquesta. Compuso las bandas musicales de importantes películas, entre ellas La historia oficial, que en 1985 obtuvo el Premio Óscar a la mejor película extranjera. Entre sus obras se destaca el álbum Concepto, de 1972, considerado [¿por quién?] una de las obras integrales más importantes de la historia del tango y la música del espectáculo. Concertango, bailado por Julio Bocca con coreografía de Ana María Stekelman. En el año 2000 fue designado director de la Orquesta Nacional de Música Argentina "Juan de Dios Filiberto".

## Biografía
Nació en el barrio San Cristóbal de Buenos Aires, el 1º de julio de 1926. Fue el segundo hijo de Antonio Stampone y Romana Zangone, que ya tenían a Giuseppe, de catorce años, que estaba aprendiendo a tocar el bandoneón y que entró como bandoneonista en la orquesta típica del barrio, con la que se presentaban en todos los clubes y en los carnavales. Cuando Atilio tenía diez años de edad, tuvo que someterse a una operación quirúrgica por apendicitis. Pepe —con gran sacrificio y mucha confianza en su hermano menor— le compró un piano. Allí comenzó Atilio sus estudios.
Su primer encuentro con el tango lo tuvo al ingresar como pianista al conjunto donde trabajaba su hermano Pepe, que ya era conocido como «el Tano Tanguero», que con ese trabajo colaboraba con el mantenimiento de toda la familia.

### Pianista de orquestas de tango
En 1941, a los quince años de edad, ingresó en la orquesta de Roberto Dimas, que actuaba en el café Marzotto de la calle Corrientes. En una oportunidad, Pedro Maffia fue a ver una actuación de la orquesta, y quedó tan maravillado con el joven pianista que le propuso tocar en su local Tibidabo. Era apenas un adolescente que iba al Colegio Nacional, y en 1942 empezó a tocar el piano en la orquesta de Pedro Maffia. Según cuenta la periodista e investigadora de tangos Nélida Rouchetto:

En una oportunidad Pedro Maffia pasó por el café. Después de escuchar a Atilio le pidió a don Antonio [el padre de Atilio Stampone] que lo dejara trabajar en su cabaret Tibidabo. El padre lo pensó un rato y le contestó: «Mirá, Pedrito, lo dejo. Pero con una condición: que en cuanto termina de trabajar, vos mismo lo pongas en el tranvía 16 para que se vaya derechito a casa. Atilio es un buen chico y no quiero que viva el ambiente del cabaret». Tiempo más tarde Stampone le dedica a su padre el tango Viejo gringo, como un homenaje a su cariño
Nélida Rouchetto

En 1945 pasó a integrar la orquesta de Roberto Rufino, que dirigía Alberto Cámara. Tenía apenas diecinueve años y era todo un profesional. Ese mismo año conoció a Astor Piazzolla, que se había separado de la orquesta del bandoneonista Aníbal Troilo.

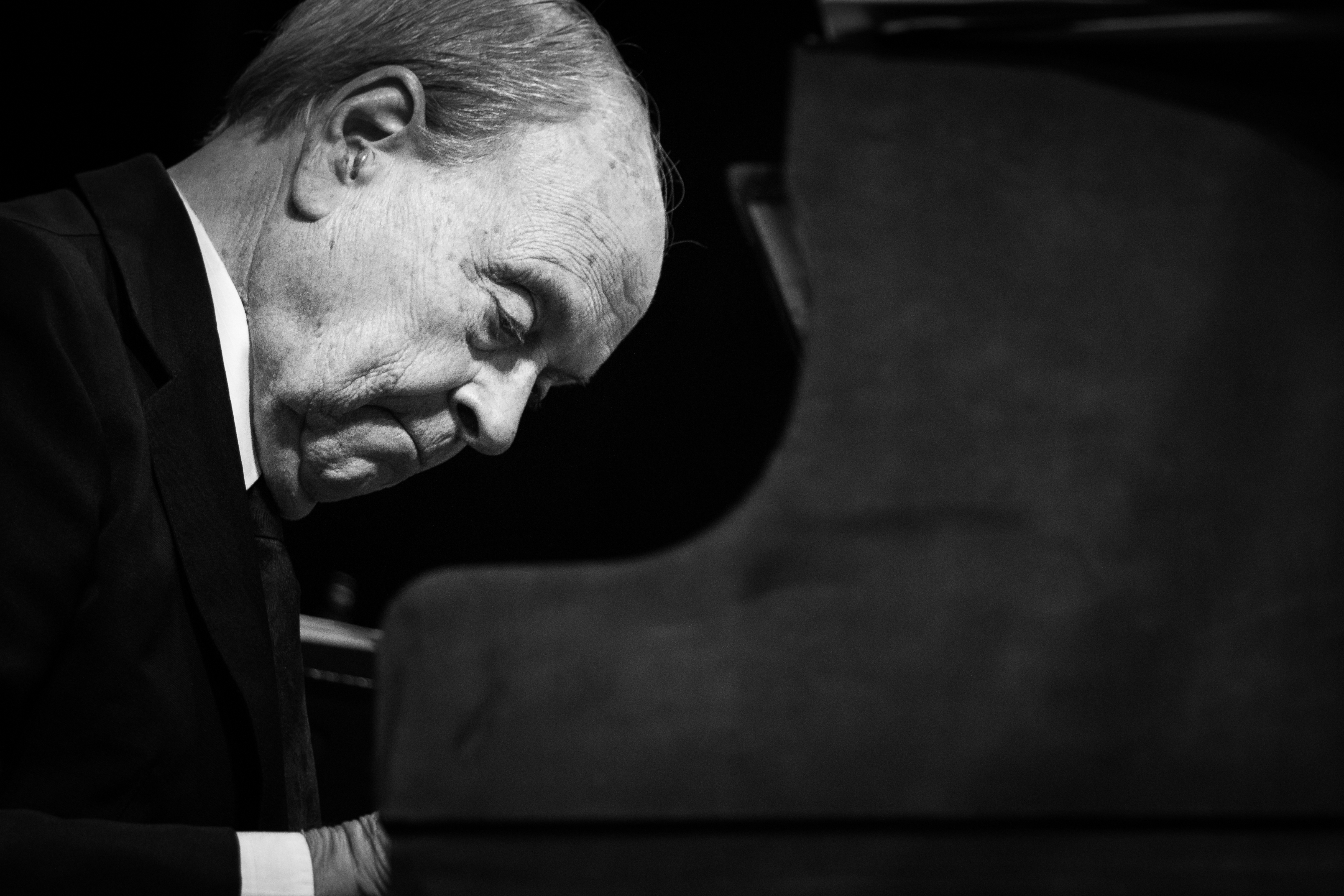
Atilio Stampone

En 1946, cuando El Gato Piazzolla se separa de la agrupación del cantante de tangos Francisco Fiorentino y forma su propio conjunto se integró como pianista y allí permanece durante tres años consecutivos hasta que este conjunto se disuelve en 1948. Terminada esta experiencia comenzó entonces sus estudios (para perfeccionar su técnica pianística) con el maestro Vicente Scaramuzza.
En 1949, contando con veintitrés años, participó como solista en la orquesta de Mariano Mores en dos comedias musicales: El otro yo de Marcela y Bésame Petronita. En el mismo año integró brevemente el conjunto de Juan Carlos Cobián.

### Gira
En 1950 obtiene una beca para estudiar con el maestro Carlos Zecchi en el Conservatorio Santa Cecilia (en Roma). Luego de unos meses sus amigos Julián Plaza y Alfredo Marcucci (tangueros ambos) lo tientan a hacer una gira por el mundo. Abandonó el conservatorio y realizó una gira que se prolonga por dos años: con su grupo recorren Italia, Francia, Grecia, Egipto, Siria, Líbano y Turquía.

### Orquesta propia
A finales de 1952 regresó a Buenos Aires y forma la orquesta Stampone-Federico, con la cual graban un disco para el sello TK, con los temas "Criolla linda" (de Vicente Gorrese, Bernardo Germino y Luis Rubistein) y "Tierrita" (de Agustín Bardi y Jesús Fernández Blanco), con la voz de Antonio Rodríguez Lesende.
Al tiempo, Radio Belgrano de Buenos Aires contrató al bandoneonista Leopoldo Federico para dirigir su orquesta estable de tango. Entonces fue cuando por primera vez puede cumplir con su sueño de la orquesta propia.
En 1955 grabó un disco de 78 RPM con los temas "El Marne" de Eduardo Arolas y su propio tango "Afiches", con letra del poeta Homero Expósito, cantado por Héctor Petray. En 1956 grabó "Nueve puntos" (de Francisco Canaro) y "Confesión" (de Enrique Santos Discépolo y Luis César Amadori), con el mismo cantante.
En 1955, Astor Piazzolla lo convocó para ser el pianista del Octeto Buenos Aires, junto a Enrique Francini y Hugo Baralis (violines), José Bragato (violonchelo), Juan Vasallo (contrabajo), y Roberto Pansera y Piazzolla en bandoneones.
Grabaron dos discos de larga duración, el primero de los cuales —Tango progresivo, del sello Allegro—. La experiencia con Piazzolla, aunque muy exitosa, sólo duró dos años y los músicos se dividieron para seguir sus propios rumbos; el de Stampone fue continuar con su orquesta como director.
Continuó con sus estudios de armonía, composición, contrapunto, fuga, dirección orquestal y dodecafonismo con los maestros Julián Bautista y Teodoro Fuchs. Entre los clásicos, estudió a Beethoven, Chopin y Ravel. Gran estudioso del jazz, admiró a Oscar Peterson y Bill Evans.
En 1958 grabó en Nueva York su primer long play con su propia orquesta, para la firma estadounidense Audio Fidelity. Se destacaron "El Once" de Osvaldo Fresedo, "La rayuela" de Julio de Caro, "Cabulero" de Leopoldo Federico y "Sensiblero" de Julián Plaza.
Ese mismo año se casó en Buenos Aires con Lucía Marcó. En 1959 ingresó al sello Microfón, donde grabó un disco doble de 45 revoluciones, con el cantor Ricardo Ruiz y dos temas instrumentales. Con esa empresa discográfica se mantiene vinculado hasta la actualidad, grabando más de diez discos de larga duración. También, colaborando con el sello, acompañó a cantantes melódicos y participó del conjunto evocativo de tangos Palais de Glace.

### Carrera exitosa
Al comienzo de la década de 1960 ofreció una serie de conciertos de tango en el Aula Magna de la Facultad de Medicina de Buenos Aires. A partir de este momento su carrera es una interminable sucesión de éxitos.
En 1964 además de lanzar un nuevo LP, fue uno de los fundadores de la famosa boite Caño 14, que más tarde se transformará en un lugar mítico en la historia del tango en las décadas de 1960 y 1970.
A principios de 1970 editó su segundo disco, Concepto, que revolucionó su carrera. Apoyó sus trazos en lo rítmico, armónico y melódico del tango pero con las técnicas del conservatorio clásico. En 1973 lanzó el disco Imágenes. En 1974 durante seis meses recorrió con su orquesta Rusia, Alemania, Suiza, Polonia y Checoslovaquia. Realizó con igual éxito giras por Brasil y Colombia. En 1975 editó el disco Jaque Mate.
En su carácter de compositor incursionó también en el cine, realizando la banda musical de Un guapo del 900 y La mano en la trampa, ambas de Leopoldo Torre Nilsson, haciéndose acreedor por esta última al Premio de la Asociación de Cronistas Cinematográficos de la Argentina.
En 1977 grabó Mis maestros y en 1980 su sexto álbum, Vivencias. El 16 de julio de 1981, se estrena Tango con coreografía de Oscar Araiz y los integrantes de Le Ballet Du Grand Theatre de Genéve, con temas originales de su autoría y varios tangos tradicionales argentinos, editado como álbum doble.
En 1984 en la función inaugural del ciclo del Mozarteum Argentino, se presentó en el Teatro Colón. Durante el mismo año (sólo el grupo musical) realiza una gira nacional que abarca también varios meses del año siguiente
En 1985, por su personalidad multifacética e incansable trayectoria, fue elegido director de la Sociedad Argentina de Autores y Compositores de Música, SADAIC, la entidad recaudadora de los derechos de autor de los músicos y letristas y, más adelante, fue designado presidente de la misma. Ese año fue presidente del jurado del premio Konex.
Trabajó como arreglador de grandes cantantes de tango, como Roberto Goyeneche, Virginia Luque y Néstor Fabián.
En 1985 compuso la banda musical de la película La historia oficial, ganadora del premio Óscar a la Mejor Película Extranjera. El 14 de mayo de 1987 —en el marco de las Fiestas de San Isidro— estrenó en el Teatro Real de Madrid (España) su espectáculo Tango en concierto. Debido al gran éxito en Madrid, se estrena también en Mar del Plata (Argentina), con la orquesta sinfónica de dicha ciudad.
En 1989 compuso la música para la obra teatral Discepolín, referida a la vida de un grande del tango: Enrique Santos Discépolo. Se edita un disco con esa obra. Ese mismo año musicalizó la película coproducción puertorriqueña y argentina Tango Bar.
En 1995 realizó en el New York City Center de Nueva York, un espectáculo de tango con Julio Bocca y su Ballet Argentino. Ese año recibió el premio Konex por Mejor Conjunto de Tango. En 1996 emprendió con Julio Bocca una gira con gran éxito que abarca Italia, España, Israel y Egipto. En 1997, en el Estadio Luna Park, Julio Bocca estrenó la obra de Stampone Concertango, con coreografía de Ana Stekelman. Al año siguiente se presentó con un repertorio de tangos en la Sorbona.
En julio de 2000, la Secretaría de Cultura de la Nación lo designó director de la Orquesta Nacional de Música Argentina "Juan de Dios Filiberto". Su actividad en los medios de comunicación fue incesante y el prestigio ganado lo llevó a ser el director de la Orquesta de la Ciudad de Buenos Aires, con la que se presentó en los más diversos eventos para hacer que el tango, y la música en general, se distinga ante su inequívoca dirección, siguió dirigiendo la "Orquesta Nacional de Música Argentina "Juan de Dios Filiberto".
En 2000 recibió el Premio a la Trayectoria del Fondo Nacional de las Artes y en octubre de 2003 por Ley N.° 1091 de la Legislatura de la Ciudad Autónoma de Buenos Aires se le designó Ciudadano Ilustre.
En 2005 volvió a ser presidente del jurado de los Premios Konex. Actuó con su orquesta en la película documental Café de los maestros (2008) dirigido por Miguel Kohan y en el álbum Café de los Maestros Vol. 1 y 2 (2005) en el que registró "Orgullo criollo" y "Mi amigo Cholo".

## Discografía

### Álbumes
| Fecha | Título                                       | Tipo                   | Notas                                                 |
| ----- | -------------------------------------------- | ---------------------- | ----------------------------------------------------- |
| 1958  | Tango Argentino                              | Estudio                | Audio Fidelity                                        |
| 1966  | Música de Buenos Aires                       | Estudio                |                                                       |
| 1967  | El Sonido De Buenos Aires y Su Gran Orquesta | Estudio                |                                                       |
| 1968  | Danzarin                                     | Estudio                |                                                       |
| 1972  | Concepto                                     | Estudio                |                                                       |
| 1972  | Tango en Caño 14                             | Estudio                |                                                       |
| 1973  | Imágenes                                     | Estudio                |                                                       |
| 1975  | Jaque Mate                                   | Estudio                |                                                       |
| 1977  | Mis maestros                                 | Estudio                |                                                       |
| 1979  | Ayer, Hoy Y Siempre Buenos Aires             | Estudio - Recopilación |                                                       |
| 1980  | Vivencias                                    | Estudio                |                                                       |
| 1982  | Tango                                        | Estudio                | Stampone - Araiz Y El Ballet Grand Theatre De Ginebra |
| 1989  | Discepolín                                   | Estudio                | Música Original De La Obra Discepolín                 |
| 1992  | Homenaje al Amigo                            | Estudio                |                                                       |
| 1995  | 20 Super Éxitos                              | Estudio - Recopilación |                                                       |
| 2000  | Tango Orquestal - Grabaciones Inéditas       | Estudio                |                                                       |
| 2007  | Grandes del Tango                            | Estudio - Recopilación |                                                       |
| 2008  | Buenos Aires, hora: Tango                    | Estudio - Recopilación |                                                       |
| 2008  | Tango + Folklore                             | Estudio                | Orq. Nac. Juan de Dios Filiberto                      |
| 2012  | Adios Nonino                                 | Estudio - Recopilación |                                                       |
| 2012  | Tango                                        | Estudio - Recopilación |                                                       |

### Tangos más conocidos
Dentro de su obra se destacan:
- Afiches,
- Con pan y cebolla,
- De Homero a Homero (Réquiem para una barba),
- Desencanto (todos con letra de Homero Expósito),
- Aguatero,
- Cadícamo (letra de Enrique Bugatti),
- Ciudadano,
- Concertango,
- El Nino (dedicado a Antonio Salonia),
- El tapir (dedicado a Rogelio Julio Frigerio),
- Fiesta en mi ciudad (milonga con letra de Andrés Lizarraga),
- Fiesta y milonga (milonga con letra de Eladia Blázquez),
- Impar (dedicado al expresidente Arturo Frondizi) ,
- Mi amigo Cholo (dedicado a Enrique Ardissone) (letra de Albino Gómez),
- Mocosa (letra de Andrés Lizarraga),
- Para violín y piano,
- Romance de tango,
- Un guapo del novecientos,
- Viejo gringo (dedicado a su padre, don Antonio Stampone).

## Filmografía
Colaboró en las siguientes películas:
Intérprete como él mismo
- Gran Orquesta (2019)
- Café de los maestros (2008)
- Si sos brujo: una historia de tango(2005)
- Tango: A Spectacular Performance (2003) (Video)

Música
- Tango Bar (1989)
- La historia oficial (1985)
- La rabona (1978)
- Proceso a la infamia (1974)
- Todo sol es amargo (1966)
- El terrorista (1962)
- El último piso (1962)
- El televisor (1962)
- La mano en la trampa (1961)
- Un guapo del 900 (1960)